# Pampa Alta
Pampa Alta est une ancienne localité rurale argentine située dans le département de Deseado, dans la province de Santa Cruz. La ville de Pampa Alta était à l'origine une gare construite le 7 octobre 1914, et devenue ville en 1921 par décret du président Hipólito Yrigoyen.
Le plan semi-urbain a été construit sur un terrain de 2 000 ha près de la gare ferroviaire. Même en 1950, il était mentionné dans un rapport du gouvernement militaire de Comodoro Rivadavia, qui dressait la liste des localités traversées par le train. Elle est aujourd'hui complètement inhabitée.